# 静岡県自動車学校浜松校
静岡県自動車学校浜松校
| 建学の 精神          | 技術者の育成をもって地域社会に貢献する                                                                               |
| 教習所 認可 （公認） | 1960年（建学は1940年）                                                                                               |
| 学校種別             | 私立 |
| 設置者               | 学校法人静岡自動車学園                                                                                               |
| 所在地               | 〒432-8033 静岡県浜松市中央区和地山2-38-1                                                                            |
| 取扱車種 （教習）    | 普通自動車（MT/AT） 普通二種（MT/AT） 自動二輪車 （MT/AT/大型/普通/小型） 中型自動車 大型特殊 ペーパードライバー教習 |
| 取扱講習             | 高齢者講習 初心者講習 取消処分者講習 取得時講習                                                                      |
| ウェブ サイト        | 静岡県自動車学校Webサイト                                                                                            |

静岡県自動車学校浜松校（しずおかけんじどうしゃがっこうはままつこう）は、静岡自動車学園の静岡県自動車学校グループの教習所の一校で、県西部の安全運転教育者の公認育成機関としての役割を持つ。

## 年表
- 1940年 静岡県自動車学校設立が県知事より認可される。(現：静岡校)
- 1940年 静岡県自動車学校開校（現学園母体）
- 1954年 静岡県自動車学校浜松分校が発足する（現在の静岡県自動車学校浜松校。平成5年まで試験場として併用）。
- 1965年 安全運転講習所を付設（行政処分講習等の実施をする施設）。
- 1990年　「学校法人　静岡自動車学園（現名称）」名称変更及び静岡工科専門学校が県知事より認可される。
- 1993年 静岡県警察本部西部運転免許センター開設に伴い、浜松安全運転講習所が同センター3階に移転。これを機に校舎及びコース改修工事を実施。
- 2004年 大型二輪教習の指定を受ける。
- 2007年 静岡県自動車学校浜松校の新校舎が竣工。
- 2009年 静岡県自動車学校4校における新教習管理システム導入。
- 2010年 学園創立70周年を迎える。
- 2020年 学園創立80周年を迎える。

## 所在地
- 静岡県浜松市中央区和地山2-38-1

## 取扱車種
- 普通自動車 (MT/AT)
- 準中型自動車
- 普通自動二輪車（MT/AT/小型限定）
- 大型自動二輪 (MT/AT)
- 中型自動車
- 大型特殊自動車
- 普通二種免許 (MT/AT)

- ペーパードライバー教習
- 交通教育センター

## 取扱講習
- 初心運転者講習
- 取得時講習
- 高齢者講習
- 取消処分者講習

## アクセス
遠鉄バス40気賀三ヶ日線、41高台線、43引佐線、45奥山線、46・46-テ都田線、47葵町医大線、48和合西山線「和地山上」停留所から徒歩約3分。
遠鉄バス8富塚じゅんかん「和地山北」停留所から徒歩約3分。